# علي فضل الله
علي ابن السيد محمد حسين ابن عبد الرؤوف فضل الله (مواليد عام 1959م في مدينة النجف، العراق) هو عالم إسلامي وكاتب، وإمام و خطيب مسجد الإمامين الحسنين  حارة حريك، لبنان.

## المسيرة العلميّة
- تتلمذ في الدروس الحوزوية على يد والده المرجع السيد محمد حسين فضل الله[3]
- حاضر في الفقه والأصول والحديث والأخلاق في المعهد الشرعي الإسلامي.
- باحث في الشؤون الفقهية والعلوم الدينية.
- يحمل إجازة في الحقوق من الجامعة اللبنانية في بيروت.

## المهام والمسؤوليَّات
- إمام و خطيب مسجد الأمامين الحسنين  حارة حريك، لبنان.
- رئيس مجلس أمناء مؤسسات سماحة المرجع السيد محمد حسين فضل الله.
- عضو مجلس أمناء الاتحاد العالمي لعلماء المسلمين.
- عضو المجلس المركزي لتجمع العلماء المسلمين في لبنان.
- عضو المجلس العالمي لأهل البيت.
- عضو المجلس الاستشاري للتقريب بين المذاهب الإسلامية في منظمة «الأسيسكو».
- عضو الجمعية العمومية للمجلس الأعلى للتقريب بين المذاهب الإسلامية.
- شارك في مؤتمرات عديدة في لبنان والوطن العربي وأوروبا والعالم الإسلامي حول قضايا الوحدة و الوقف والتنوع والتربية والبيئة وغير ذلك..

## مؤلفاته
- كتاب الجهاد
- سلسلة مفاهيم إسلامية صدر منها 30 عنواناً وتحت الطبع 20 عنواناً
- أمناء الرسالة ومنارات الإنسانية
- مناسباتنا.. محطات وعي الزمن
- مدرسة البلاء في القرآن الكريم

## وصلات خارجية
- علي فضل الله على موقع أرشيف الشارخ.

الموقع الرسمي للسيد علي فضل الله